# 戴列斯劇場
戴列斯劇場是拉脫維亞首都里加的一座劇場，由拉脫維亞人導演及演員Eduards Smiļģis創建於1920年11月19日。